# Мартен, Давид
Давид Мартен (7 сентября 1639 — 9 сентября 1721) — французский и голландский протестантский богослов.
Родился в Ревеле (Верхняя Гарона), образование получил в Монтобане, затем в академии в Ниме и позже в Пюи-Лоране. Сан пастора получил в 1663 году, после чего стал пастором церкви Эсперанса в Кастре, в 1670 году возглавил церковь Ла-Кон, оставаясь в этой должности до отмены Нантского эдикта в 1685 году. В 1686 году ему предложили стать профессором богословия в Девентере или пастором в Утрехте, и он выбрал последний, уехав в Нидерланды.
Оставил большое количество работ по богословию и грамматике французского языка. Умер от лихорадки.